# Клёб франсе
«Клёб франсе́» (фр. Club français, [klœb frɑ̃sɛ]) — французский футбольный клуб из Парижа, основанный в 1890 году. В 1931 году «Клёб франсе» выиграл Кубок Франции.

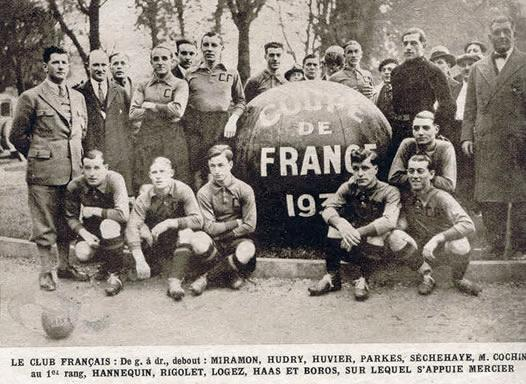
«Клёб франсе» обладатель Кубка Франции. 1931 год.

## История
«Клёб франсе» был основан в 1890 году в Париже. В сезоне 1895/96 стал чемпионом Франции среди любителей.
В 1931 году команде предстояло сыграть в финале Кубка Франции, после сокрушительной победы в полуфинале со счётом 6:1 над командой «Ницца». Финальная встреча против «Монпелье» прошла 3 мая, при участии 30 000 болельщиков. Встреча завершилась убедительной победой «Клёба франсе» со счётом 3:0, все три гола были забиты в первом тайме.
«Клёб франсе» был одним из 20 клубов, получивших профессиональный статус и принявших участие в первом розыгрыше чемпионата Франции по футболу в сезоне 1932/33. Первый матч на профессиональном уровне закончился для команды победой со счётом 3:2 над клубом «Мюлуз». Сезон был закончен на восьмом месте в зоне вылета.
В 1935 году в результате финансовых трудностей клуб был расформирован.

## Достижения
- Чемпионат Франции среди любителей
  - Победитель: 1895/96
- Кубок Франции
  - Победитель: 1930/31